# NGC 299
NGC 299 est un amas ouvert dans le Petit Nuage de Magellan (PNM) situé dans la constellation du Toucan. NGC 299 a été découvert par l'astronome britannique John Herschel le 11 avril 1834. L'astronome écossais James Dunlop a peut-être observé cet amas le 5 septembre 1826.

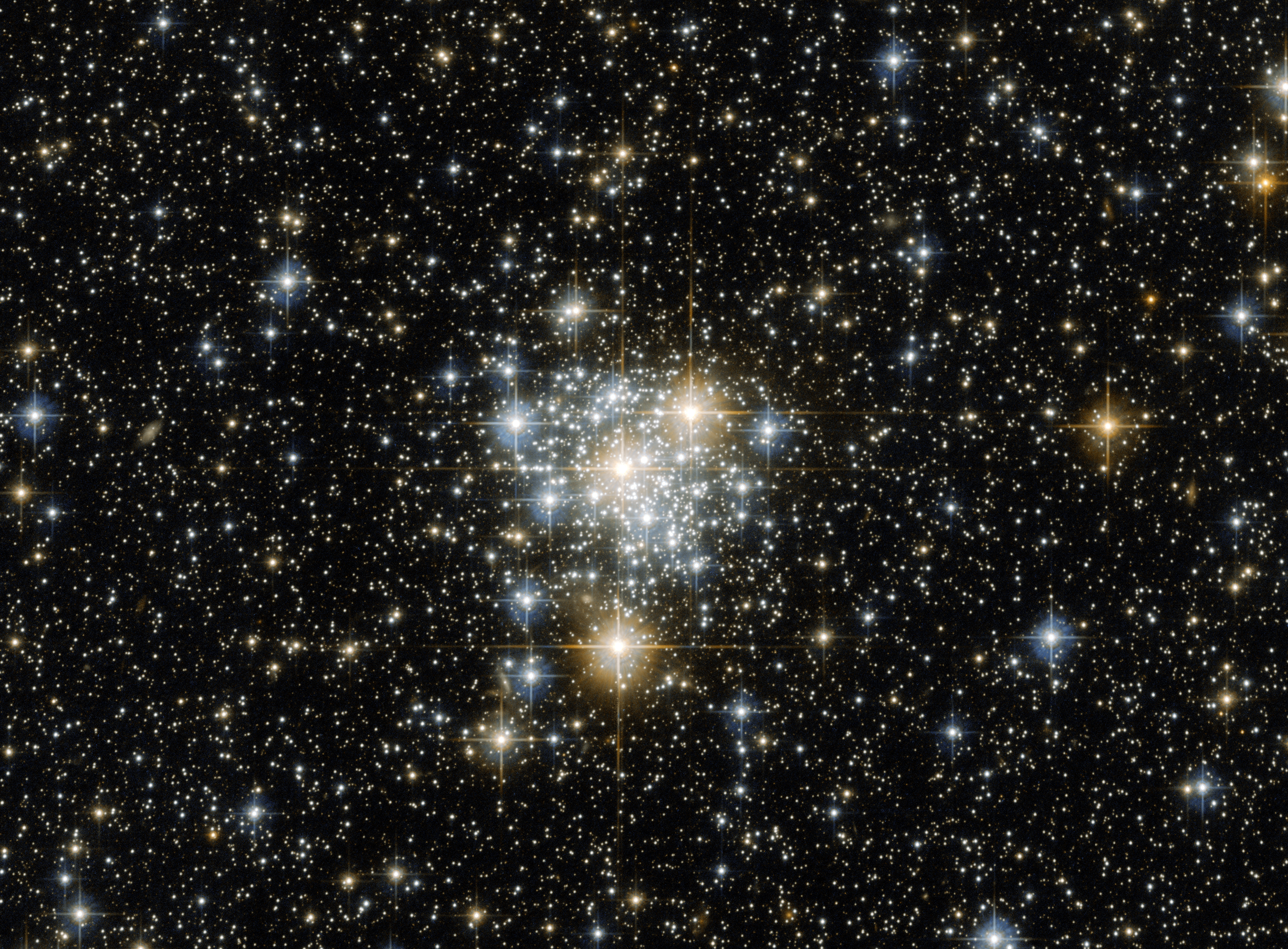
NGC 299 par le télescope spatial Hubble.

NGC 299 est à peu près à la même distance de nous que le PNM, soit 199 000 années-lumière.